# ClearSpace
Clearspace est une startup suisse spécialisée dans le nettoyage de débris spatiaux.

## Historique
La société Clearspace, créée en 2012, est issue d'une spin-off de l'École polytechnique fédérale de Lausanne, née au Centre spatial de l'école. Elle est fondée par Luc Piguet et Muriel Richard Noca. Elle développe et commercialise des robots nettoyeurs de débris spatiaux.
La start-up signe un contrat de 93 millions de francs suisses avec l'Agence spatiale européenne. La première mission spatiale est prévue pour 2025-2026.
La première mission de désorbitation, ClearSpace-1, doit être lancée en 2026 depuis le Centre spatial guyanais à Kourou afin de désorbiter un ancien adaptateur de charge utile provenant d'une fusée Vega lancée en 2013. Ce débris spatial est cependant lui-même frappé par un autre débris spatial, provoquant une fragmentation détectée depuis le sol,,. En raison de la possibilité d'une collision avec des débris, l'Agence spatiale européenne choisit de changer la cible de ClearSpace-1 qui doit désormais viser le satellite PROBA-1.
L'entreprise signe en 2024 un partenariat avec Orbit Fab, qui souhaite mettre en place des moyens de ravitaillement en orbite. Clearspace serait chargé de l'approvisionnement en carburant de cette "station-service".

## Technologie
Les robots envoyés ont des pinces développées pour ramasser des débris laissés en orbite,.